# Февральск (станция)
Февральск — станция Тындинского региона Дальневосточной железной дороги, на Байкало-Амурской магистрали (3020 километр).
Находится у северной окраины посёлка городского типа Февральска Селемджинского района Амурской области.

## Дальнее следование по станции
| № поезда | Маршрут движения             | № поезда | Маршрут движения             |
| -------- | ---------------------------- | -------- | ---------------------------- |
| 363      | Комсомольск-на-Амуре — Тында | 364      | Тында — Комсомольск-на-Амуре |